# 三浦光世
三浦 光世（みうら みつよ、1924年4月4日 - 2014年10月30日）は東京都生まれ、北海道出身の歌人。小説家・三浦綾子の夫であり、財団法人三浦綾子記念文化財団理事長、三浦綾子記念文学館館長を務めた。

## 概要
東京都目黒区生まれ。近所に作曲家の本居長世が住んでいた。3歳の時に、家族と北海道紋別郡滝上村に移住。小頓別高等小学校卒業後、中頓別営林区署や旭川営林区署に勤務する。
正岡子規の影響により歌誌「アララギ」に入り、歌人として出発。1949年、キリスト教（プロテスタント）の洗礼を受ける。1959年に堀田綾子（後の作家になる三浦綾子）と結婚。闘病しながら作家生活を送った綾子を口述筆記などで支え続けた。綾子のデビュー作『氷点』のタイトル発案者であるほか、1926年の十勝岳噴火を題材に『泥流地帯』を執筆することを提案した。1966年に旭川営林署を退職。1999年、妻綾子とともに日本キリスト教文化協会よりキリスト教功労者の表彰を受ける。同年、綾子を亡くす。趣味は将棋で、アマ六段の腕前。2006年より社団法人北海道将棋連盟理事長を務めた。キリスト教関連の著書もある。日本キリスト教団出版局「信徒の友」歌壇選者。日曜版しんぶん赤旗歌壇選者。2014年10月30日、敗血症のため死去。90歳没。墓所は旭川市観音霊園。

## 著書
- 『少年少女の聖書ものがたり』（1975年・主婦の友社）
- 『吾が妻なれば 三浦光世集』（1990年・近代文芸社）
- 『妻と共に生きる』（1995年・2000年・角川書店）
- 『夕風に立つ 歌集』（1999年・教文社）
- 『死ぬという大切な仕事』（2000年・2004年・光文社）
- 『綾子へ』（2000年・2002年・角川書店）
- 『三浦綾子創作秘話』（2001年・主婦の友社、2006年・小学館）
- 『妻 三浦綾子と生きた四十年』（2002年・海竜社）
- 『希望は失敗に終わらず 綾子からのメッセージ』（2002年・致知出版社）
- 『二人三脚』（2004年・福音社）
- 『愛と光と生きること』（2005年・日本キリスト教団出版局）
- 『「銃口」が架けた日韓の橋』（2006年・新日本出版社、ファン・チャヘ（黄慈恵）共著）
- 『青春の傷痕』（2006年・いのちのことば社）